# Mena limnicola
Mena limnicola is een zeeanemonensoort uit de familie Halcampidae.
Mena limnicola is voor het eerst wetenschappelijk beschreven door Annandale in 1915.